# زیباساز (گیاه)
زیباساز، زوفای آبی (نام علمی: Gratiola officinalis) نام یک گونه از گیاهان است.

## Eپیوند به بیرون
- Gratiola officinalis